# Марк (Гринчевський)
Марк (в миру — Гринчевський Василь Йосипович; нар. 18 січня 1978, Дем'янківці) — архієрей Православної церкви України (до 15 грудня 2018 року — Української православної церкви Київського патріархату), титулярний єпископ Дунаєвецький, настоятель храму Різдва Христового м. Дунаївці.

## Життєпис
З раннього дитинства у супроводі своєї бабусі, нині покійної, відвідував церкву в м. Дунаївці на Хмельниччині. 1985 поступив на навчання у Дем'янковецьку початкову школу, після закінчення якої продовжив навчання у старших класах Іванковецької середньої школи. У зв'язку з переїздом батьків на Буковину перейшов на навчання у Чагорську середню школу Глибоцького району Чернівецької області, яку закінчив у 1996 році.
Того ж року поступив на навчання до Волинської духовної семінарії, яку закінчив у 2000 році. Під час навчання у 1999 р. одружився, від шлюбу має дочку Ірину, 2000 року народження.
19 вересня 1999 р. у Свято-Андріївському кафедральному соборі м. Хмельницького преосвященним єпископом Хмельницьким і Кам'янець-Подільським Антонієм рукоположений на диякона, а 21 вересня — ним же у тому ж храмі на священника. З цього часу виконував послух настоятеля на парафіях Хмельницької єпархії. У зв'язку зі зрадою дружини у 2006 р. розлучився.
У 2007 р. поступив на навчання до магістратури (5 курсу) Львівської православної богословської академії, яку закінчив у 2008 р.
19 березня 2008 р. преосвященним архієпископом Антонієм в Андріївському кафедральному соборі м. Хмельницького пострижений у чернецтво з нареченням імені Марк — на честь святого апостола і євангеліста Марка.
13 грудня 2009 року Священним синодом УПЦ Київського патріархату обраний на єпископа Чернівецького і Кіцманського (Журнал № 26).
17 грудня 2009 патріарх Філарет і собор архієреїв під час Божественної літургії у Володимирському кафедральному соборі м. Києва звершили хіротонію ієромонаха Марка на єпископа Чернівецького і Кіцманського.
8 березня 2013 року Священним синодом УПЦ Київського патріархату призначений єпископом Одеським і Балтським.
Указом Президента України № 336/2016 від 19 серпня 2016 року нагороджений ювілейною медаллю «25 років незалежності України».
22 січня 2018 року Священний синод УПЦ КП звільнив єпископа Марка від управління Одеською єпархією за станом здоров'я, і, з погодження митрополита Хмельницького і Кам'янець-Подільського Антонія (Махоти), призначив його настоятелем парафії храму Різдва Христового у м. Дунаївці Хмельницької області.
15 грудня 2018 року разом із усіма іншими архієреями УПЦ КП взяв участь у Об'єднавчому соборі в храмі Святої Софії.
5 лютого 2019 року отримав титул титулярний єпископ Дунаєвецький.

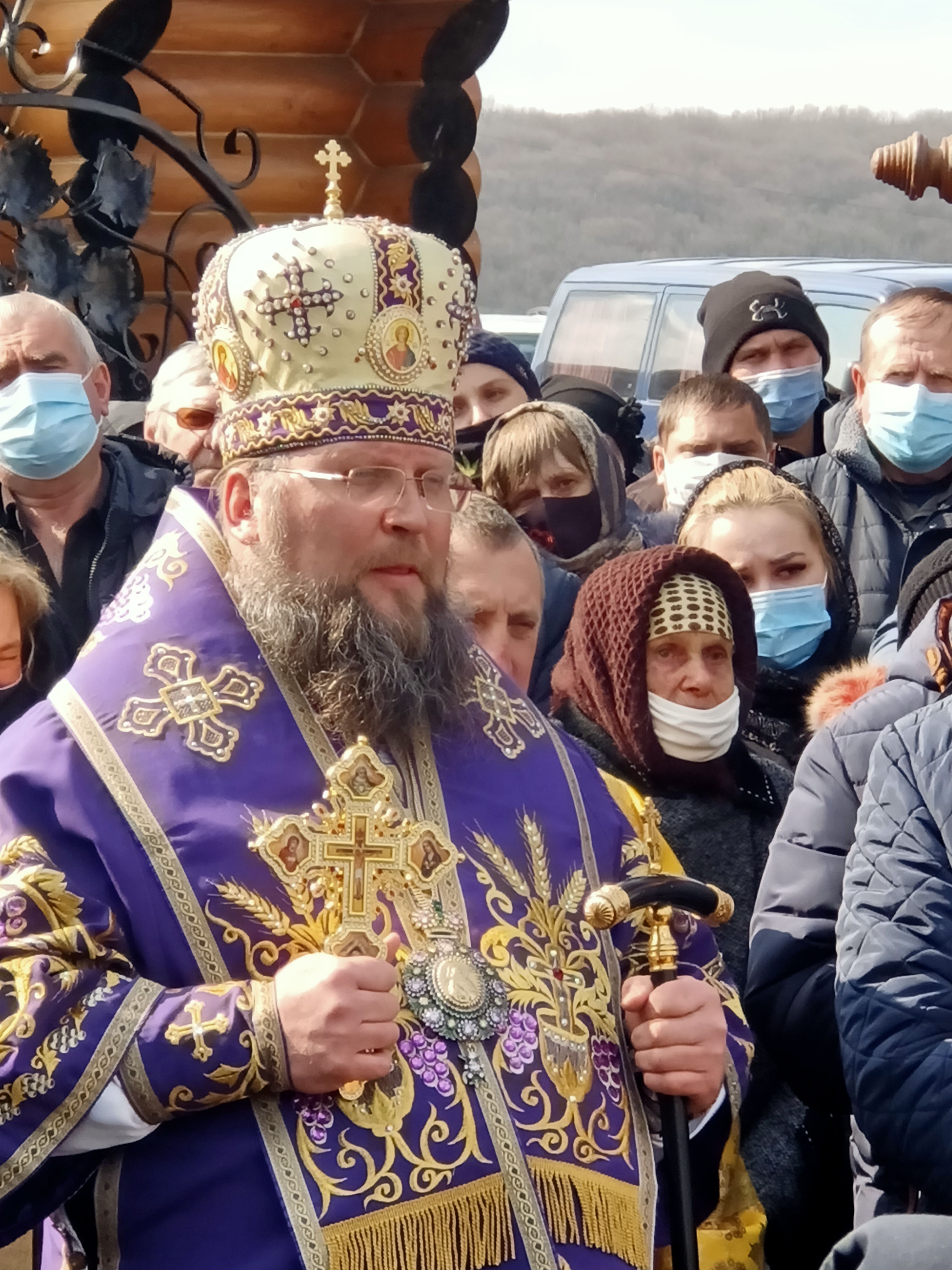
Єпископ Дунаєвецький здійснює чин похорону ігумена Феодосія (Глинського). Монастирок. 20.03.2021.jpg